# Kyohei Sugiura
Kyohei Sugiura (杉浦 恭平 Sugiura Kyohei?, nacido el 11 de enero de 1989 en Shizuoka) es un futbolista japonés que se desempeña como centrocampista.

## Trayectoria

### Clubes
| Club              | País  | Año         |
| ----------------- | ----- | ----------- |
| Kawasaki Frontale | Japón | 2007 - 2012 |
| Ehime FC          | Japón | 2010 - 2011 |
| Vissel Kobe       | Japón | 2013 - 2014 |
| Vegalta Sendai    | Japón | 2015 - 2016 |
| Zweigen Kanazawa  | Japón | 2017 -      |

## Estadística de carrera

### J. League
| Club              | Año   | J. League | J. League | Copa J. League | Copa J. League | Total | Total |
| Club              | Año   | Part.     | Goles     | Part.          | Goles          | Part. | Goles |
| ----------------- | ----- | --------- | --------- | -------------- | -------------- | ----- | ----- |
| Kawasaki Frontale | 2007  | 0         | 0         | 0              | 0              | 0     | 0     |
| Kawasaki Frontale | 2008  | 1         | 0         | 0              | 0              | 1     | 0     |
| Kawasaki Frontale | 2009  | 0         | 0         | 0              | 0              | 0     | 0     |
| Ehime FC          | 2010  | 35        | 3         | -              | -              | 35    | 3     |
| Ehime FC          | 2011  | 25        | 2         | -              | -              | 25    | 2     |
| Kawasaki Frontale | 2012  | 0         | 0         | 0              | 0              | 0     | 0     |
| Vissel Kobe       | 2013  | 25        | 4         | -              | -              | 25    | 4     |
| Vissel Kobe       | 2014  | 5         | 0         | 6              | 1              | 11    | 1     |
| Vegalta Sendai    | 2015  | 3         | 0         | 4              | 0              | 7     | 0     |
| Vegalta Sendai    | 2016  | 1         | 0         | 3              | 0              | 4     | 0     |
| Zweigen Kanazawa  | 2017  | 37        | 2         | -              | -              | 37    | 2     |
| Total             | Total | 132       | 11        | 13             | 1              | 145   | 12    |